# Donatisme
Donatisme efter Donatus, biskop 315, hvis tilhængere hævdede at gyldig sakramentsforvaltning er afhængig af sakramentsforvalterens moralske tilstand. Efter de voldsomme kristendomsforfølgelser i de første århundreder stod kirken i en overvejelse om hvad man skulle gøre med de præster og biskopper som havde svigtet under forfølgelsen. Var der mulighed for at de kunne fortsætte som præster. Kirken splittedes i en gren der fulgte Donatus, som ikke ønskede dem ind i kirken igen, og den anden gren som blev ledt af biskoppen i Rom, og som ønskede biskopperne tilbage.
Donatisterne dannede et skismatisk parti i Nordafrika i det 4. århundrede. Da kristendommen begyndte at blive en kultur- og verdensmagt, satte den en del af sin oprindelige friskhed og renhed til; ved at blive en magt i verden blev verden selv en magt i den. Montanisterne og novatianerne satte sig op mod den verdsliggjorte kristendom i kirken, heftigst dog donatisterne.

## Striden
I Karthago var der et parti af kristne rigorister, som selv søgte martyriet og fordømte enhver, der unddrog sig det. Da den humane Cæcilianus 311 valgtes til biskop og lod sig indvie af Felix fra Aptunga, der beskyldtes for at have udleveret hellige bøger til forfølgerne, valgte disse rigorister lektoren Majorinus og efter dennes død 315 Donatus til biskop.
Donatus var en karismatisk personlighed og partistifter af natur, efter ham fik rigoristerne navnet donatister (pars donati, donatisti, donatianæ). Splittelsen i Karthago bredte sig over hele Nordafrika. Roms biskop, synoden i Arles i 314 og kejser Konstantin den Store erklærede sig for biskop Cæcilianus. Donatisternes bisper blev jaget bort, og deres kirker lukket; men de voksede under forfølgelsen, som de netop anså for at være de kristnes kår.
Da kejser Constans ikke kunne vinde dem med det gode, forfulgte han endnu voldsommere end faderen. Den donatistiske bevægelse mundede ud i en socialrevolutionær bevægelse. Utilfredse bønder sluttede sig til; de drog om og prædikede frihed og broderskab, ødelagde kirkerne og mishandlede de katolske præster og de højtstående personer; de kaldtes circumcellioner, omflakkende landarbejdere (eller agonistikere : Kristi stridsmænd; eller campitæ, af campus, mark).
Staten tiltvang sig ro med våbenmagt i 345, men det kirkelige skisma varede ved. Kirkefaderen Augustinus skrev imod donatisterne og afholdt i 411 en offentlig samtale med dem, i hvilken den kejserlige kommissær erklærede dem for overvundne. Derefter søgte man at tvinge dem tilbage til den katolske kirke; men de flygtede ud i bjergene, hvor de opholdt sig, indtil den nordafrikanske kirke lagdes øde af vandaler og arabere. 
De ideer, donatisterne kæmpede for, har stadig livskraft; for at være medlem af kirken kræves sædelig renhed, og dens sakramenter har kun gyldighed, hvis de forvaltes af sædeligt rene. Dette er mere eller mindre al kirkelig separatismes program.